# خدرنق كريتي
خدرنق كريتي (الاسم العلمي: Cheiracanthium cretense) هو نوع من العناكب يتبع جنس الخدرنق من الفصيلة العناكب الكيسية.